# 校務員 (ドクター・フーのエピソード)
「校務員」（こうむいん、原題: "The Caretaker"）は、イギリスのSFドラマ『ドクター・フー』の第8シリーズ第6話。ギャレス・ロバーツとスティーヴン・モファットが脚本を執筆し、ポール・マーフィーが監督した。2014年9月27日に BBC One で初放送され、イギリスでの視聴者数は682万人を記録した。批評家からは肯定的なレビューをされた。
本作では、異星人のタイムトラベラー12代目ドクター（演:ピーター・カパルディ）が、コンパニオンのクララ・オズワルド（演:ジェナ・ルイーズ・コールマン）の勤務するコールヒル高校の校務員として潜入し、世界を危機に陥れるロボットのスコヴォックス・ブリッツァー（演:ジミー・ビー）を止めようとする。また、ドクターはクララの彼氏である元兵士ダニー・ピンク（演:サミュエル・アンダーソンと対立する。

## 連続性
ドクターの偽名ジョン・スミスは The Wheel in Space（1968年）以来長く利用されている。ドクターが言及したリヴァー・ソングは、「ドクターの名前」（2013年）が最後の登場となっていた。

## 製作
「校務員」の台本の読み合わせは2014年3月20日に行われ、撮影はカーディフのビュート・ストリートとロイド・ジョージ・アベニューで3月24日に開始された。4月4日にはカーディフ湾の麦芽製造工場とスプロットの旧 St Illtyd's Boys' College で、4月5日にはヴェール・オブ・グラモーガンのバリーのホルトン小学校で、4月8日にはサウスウェールズの Tonyrefail Comprehensive school で撮影された。主要撮影は4月11日に完了した。その後、セブ（演:クリス・アディソン）のシーンが6月11日に撮影された。

## 放送と反応

### 放送
放送当夜の視聴者数は489万人で、タイムシフト視聴者を加えると682万人に達した。アメリカ合衆国では96万人が視聴した。Appreciation Index は83を記録した。

### 批評家の反応
| 専門評論家によるレビュー | 専門評論家によるレビュー |
| レビュー・スコア         | レビュー・スコア         |
| 出典                     | 評価                     |
| ------------------------ | ------------------------ |
| The A.V. Club            | A-                       |
| SFX                      | [ 6 ]                    |
| TV Fanatic               | [ 7 ]                    |
| CultBox                  | [ 8 ]                    |
| IndieWire                | A-                       |
| IGN                      | 7.9                      |
| ニューヨーク・マガジン   | [ 11 ]                   |
| ラジオ・タイムズ         | [ 12 ]                   |
| デジタル・スパイ         | [ 13 ]                   |
| デイリー・テレグラフ     | [ 14 ]                   |
| デイリー・ミラー         | [ 15 ]                   |

本作は肯定的にレビューされた。デイリー・ミラー紙のリチャード・ビーチは本作に星4つを与え、「面白くて気楽で、そしてすっかり愉快だ」と評価し、カパルディのコミカルな場面を称賛した。デイリー・テレグラフのセリ・ラッドフォードも星4つを与え、カパルディの演技を称賛した。Den of Geekのサイモン・ブリューは本作が「第8シリーズで間違いなく最高だ」と評価した。また、彼は本作のコメディ調の要素を称賛し、ロバーツの話運びの技術も高く評価した。彼はコールマンとアンダーソンを称え、第8シリーズで最も良い演技だったと述べた。デジタル・スパイのモーガン・ジェフェリーは本作に肯定的であり、「面白く、暖かく、そして感動的だ」と評価した。彼はカパルディと彼のドクターに対する解釈を称賛し、「エクルストンのドクター以来最も複雑で変化に富んだタイムロードだ」と述べた。しかし、スコヴォックス・ブリッツァーの脅威には批判の声を挙げた。最終的なエピソードの評価は星4つであった。
IGNのマット・リズレイも本作に肯定的であり、第8シリーズにおけるクララのキャラクター性を称賛した。彼は「昼ドラの馬鹿馬鹿しさに滑り落ちることもしばしばあったが、それでも満足な出来だった」と「校務員」を評価した。彼は主演3人の演技を称賛したが、スコヴォックス・ブリッツァーについては「『宇宙家族ジェットソン』のメイドロボットとルンバがおかしくなったようなデザインだ」と批判した。全体として彼は本作に10点満点中7.9点を与え、「『校務員』はダイナミックな台詞で感情的に魅力的だった」と論評した。インデペンデント紙のニーラ・デブナスは本作に否定的なレビューをし、「興奮させることができなかった、地球を舞台にした当たり障りのない冒険だ」と評価した。しかし、彼女は女子生徒コートニー・ウッズ役のエリス・ジョージを称賛した。